# Dónal Lunny
Dónal Lunny (10 de marzo de 1947, Tullamore, Irlanda) es un músico y productor de folk irlandés. En sus diversas propuestas musicales toca principalmente la guitarra y el bouzouki, aunque también teclados y bodhrán. Es uno de los protagonistas del renacimiento de la música tradicional irlandesa y ha sido miembro fundador de bandas como Planxty, The Bothy Band, Moving Hearts, Coolfin, Mozaik, LAPD y Usher's Island.
Lunny es el hermano del músico y productor Manus Lunny. En 2004, tuvo un hijo con la cantautora Sinéad O'Connor, llamado Shane, que fue encontrado muerto a los 17 años, el 7 de enero de 2022.

## Juventud
Lunny nació en 1947 en Tullamore, la capital del Condado de Offaly. Frank, su padre, era oriundo de Enniskillen en el condado de Fermanagh y su madre, Mary Rogers, nacióen Ranafast en The Rosses en el condado de Donegal. Frank Lunny y Mary Rogers criaron a cuatro niños y cinco niñas y, cuando Dónal tenía cinco años, se mudaron a Newbridge en el condado de Kildare.
Dónal asistió al Newbridge College y en 1963 se unió a la escuela Patrician Brothers. Cuando era adolescente, Lunny se unió a un trío ocasional llamado Rakes of Kildare junto con su hermano mayor, Frank, y el luego reconocido músico irlandés Christy Moore. El trío tocaba mayormente en pubs y también dieron algunos conciertos.
En 1965, Lunny se matriculó en el National College of Art & Design de Dublín para estudiar diseño básico y diseño gráfico. Durante ese tiempo comenzó a interesarse por el trabajo manual con el metal, lo que lo llevó a convertirse en un hábil orfebre y platero, aunque solo practicó el oficio por un corto tiempo antes de dedicar sus energías por completo a la música. En sus años en Dublín, formó parte de una banda llamada The Parnell Folk, con Mick Moloney, Sean Corcoran, Johnny Morrissey y Dan Maher.

## Carrera

### Emmet Spiceland
Luego de The Parnell Folk, formó el grupo Emmet Folk, que también incluía a Mick Moloney y Brian Bolger.
Lunny y Bolger se juntaron con los hermanos Brian y Mick Byrne de Spiceland Folk para formar Emmet Spiceland, que continuó como un trío después de que Bolger renunció. El  álbum debut del grupo fue The First, lanzado en 1968. Como grupo de armonía vocal, tuvieron mucho éxito con el  sencillo Mary from Dungloe.

### Dúo con Andy Irvine
En el año 1970, un concierto por la amistad entre Irlanda y la Unión Soviética reuniría a Lunny con el recientemente llegado de Europa del Este Andy Irvine. Esto sería la piedra fundacional de una sociedad musical que se extendería durante décadas y rápidamente comenzarían a tocar en Dublín.

### Planxty
En 1971, Christy Moore convocó a Lunny, Irvine y Liam O'Flynn para tocar en Prosperous, su segundo disco. Como resultado de ese encuentro se formó uno de los grupos de música irlandesa más importantes de las últimas décadas, Planxty. El primer concierto del grupo fue principios de 1972. La banda se convirtió en una de las principales defensoras de la música tradicional irlandesa instrumental.
Durante 2003-2005, el grupo realizó una nueva gira, con la cual grabaron un DVD en 2004.

### Celtic Folkweave
En 1974, Lunny produjo y tocó en el álbum Celtic Folkweave de Mick Hanly y Mícheál Ó Domhnaill, quienes habían participado en una gira con Planxty. En el estudio, Hanly, Ó'Domhnaill y Lunny fueron acompañados por O'Flynn en whistle e uilleann pipes, Matt Molloy en flauta irlandesa, Tommy Peoples en violín y Tríona Ní Dhomhnaill en el clavicémbalo. Todos estos músicos se unirían a Lunny para formar The Bothy Band.

### The Bothy Band
Lunny dejó Planxty para formar The Bothy Band en 1974, tocando la guitarra y el bouzouki. The Bothy Band se convirtió rápidamente en una de las agrupaciones más influyentes en la música tradicional irlandesa. Su propuesta musical, así como su virtuosismo, tuvieron un fuerte impacto en el movimiento de la música tradicional irlandesa, que continuó mucho después de su disolución en 1979.

### Moving Hearts
Después de la disolución de The Bothy Band, Lunny músico sesionista en varios proyectos. En 1981, se reunió una vez más con Moore para formar Moving Hearts, junto con un joven gaitero uilleann, Davy Spillane. Siguiendo el camino de grupos como Horslips, Moving Hearts combinó la música tradicional irlandesa con el rock y el jazz hasta su disolución en 1985. En febrero de 2007, Moving Hearts se reunió para un concierto en Dublín y entre 2008 y 2009 dio varios conciertos en Irlanda y Estados Unidos.

### Coolfin
En 1987, Lunny grabó con el sello Gael-Linn un álbum en solitario titulado Dónal Lunny, con una gran cantidad de invitados. En 1998, produjo un álbum de un proyecto similar, titulado Coolfin, con el cual empujó los límites de la música irlandesa. En este álbum participó el músico irlandés John McSherry en uilleann pipes. 

### Mozaik
A partir de 2002, Lunny y Andy Irvine fundaron una banda multicultural llamada Mozaik, con Bruce Molsky, Nikola Parov y Rens van der Zalm. Este grupo ha realizado giras por muchos lugares del mundo y grabó dos materiales discográficos.

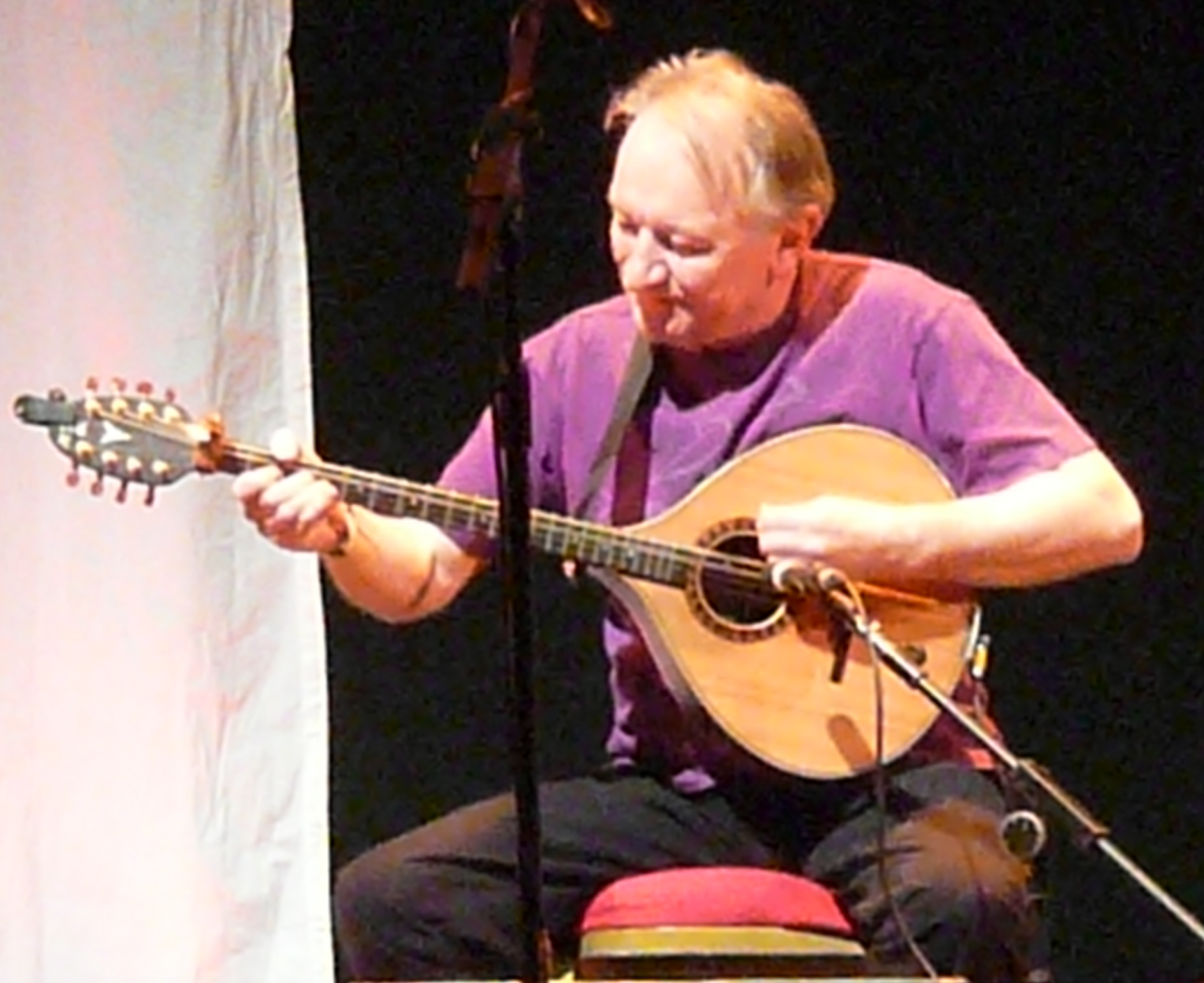
Lunny tocando el bouzouki en 2012

### LAPD
El 20 de enero de 2012, Lunny apareció en el escenario con LAPD, el último grupo de los integrantes de Planxty. LAPD es una sigla compuesta por las iniciales de los nombres de Liam O'Flynn, Andy Irvine, Paddy Glackin y Dónal Lunny. Después de algunas presentaciones ocasionales, LAPD se disolvió y su último concierto tuvo lugar en octubre de 2013.

### Usher's Island
En enero de 2015, Dónal Lunny se presentó con un nuevo grupo en el festival Celtic Connections 2015 en Glasgow. Esta agrupación, derivada de LAPD, se llamó Usher's Island y estaba conformada por Lunny, Irvine y Glackin, junto con Michael McGoldrick ewhistles, flauta irlandesa e uilleann pipes y John Doyle en guitarra.

### Trío con Zoë Conway y Máirtín O'Connor
Además de realizar giras y conciertos con muchos músicos como Andy Irvine, Michael McGoldrick, Paul Brady, Kevin Burke y Sylvain Barou, Lunny continúa contribuyendo a la música contemporánea en Irlanda. En septiembre de 2016 formó un trío con la violinista Zoë Conway y el acordeonista Máirtín O'Connor.

## Carrera como productor

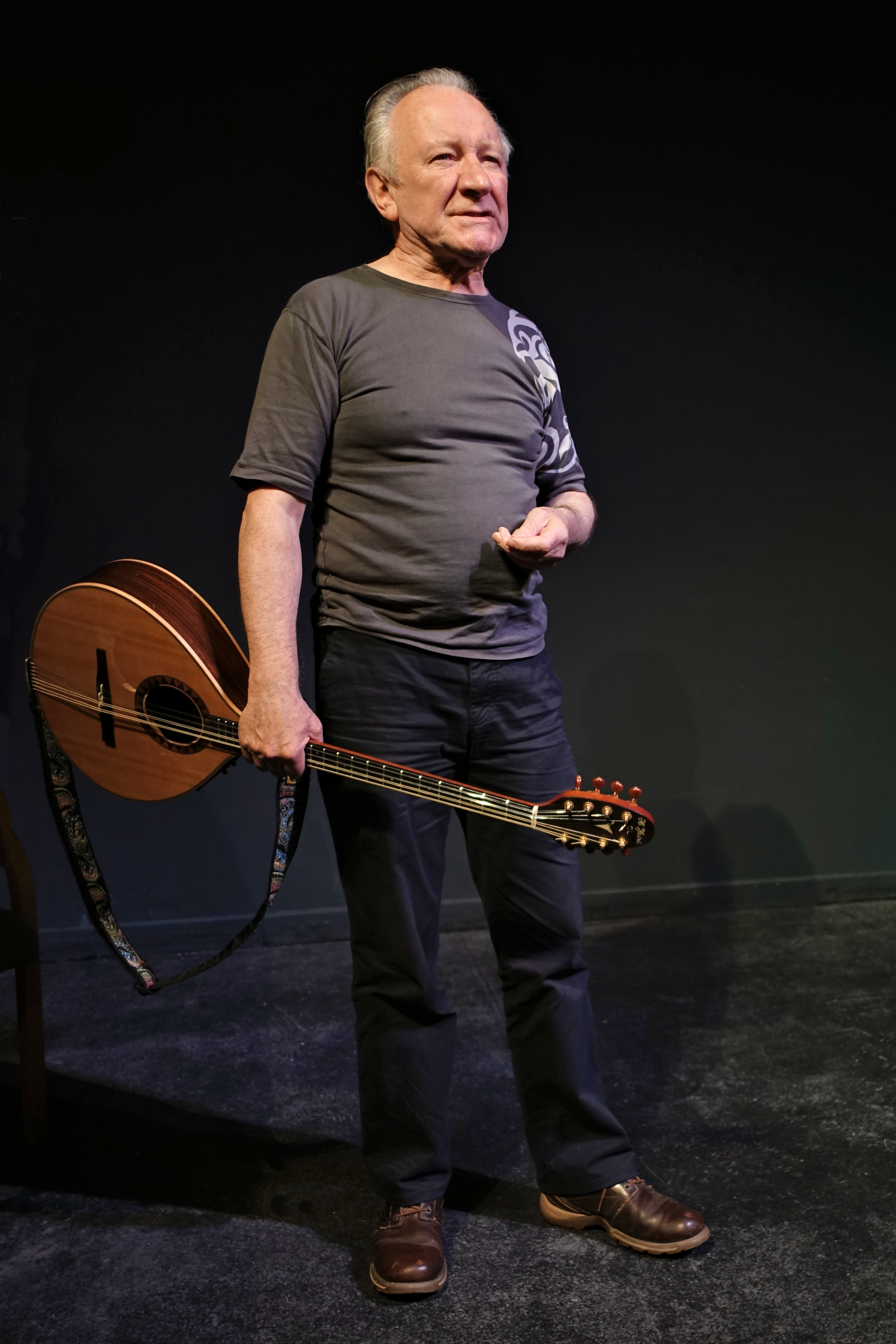
Dónal Lunny en el Craiceann Bodhrán Festival 2016.

Cuando Moving Hearts se separó en 1985, Lunny dividió su carrera entre su trabajo como intérprete y la producción. Ya había producido un sencillo de 45 rpm para Skid Row (con Gary Moore, de 17 años) y, en 1975, el álbum A Silk Purse para la banda de folk eléctrico Spud, dirigida por Paul McGuinness.
Compuso las bandas sonoras de la película turca Teardrops y la película irlandesa Eat the Peach. También participó en las bandas sonoras de la película This Is My Father y del programa de televisión The River of Sound. En 1989 contribuyó con el sintetizador en el exitoso álbum No Frontiers de Mary Black.
Estuvo muy involucrado en la creación del sello discográfico irlandés Mulligan Records (que en 2008 fue comprado por Compass Records). Produjo y tocó en muchos de sus primeros lanzamientos. Además, tocó en varios álbumes de Christy Moore y fue productor y músico sesionista en álbumes de Kate Bush. 
Fue el productor y director musical de la banda sonora de Bringing It All Back Home, una serie documental de televisión de la BBC que traza la influencia de la música irlandesa en todo el mundo. También participó como productor o músico en álbumes de Paul Brady, Elvis Costello, Indigo Girls, Sinéad O'Connor, Clannad, Maurice Lennon, Baaba Maal y Five Guys Named Moe. En 1994 produjo la primera grabación de la cantautora australiana irlandesa Mairéid Sullivan, Dancer.
Tocó en álbumes recopilatorios The Gathering (1981) y Common Ground (1996).
Apareció en el Cambridge Folk Festival de 2000 y el álbum que lo conmemoró. En 2001 colaboró con Frank Harte en el álbum My Name is Napoleon Bonaparte. Produjo el álbum Human Child (2007) del feroés Eivør Pálsdóttir, que fue publicado en dos versiones, una en inglés y otra en feroés.

## Influencia
Dónal Lunny fue uno de los que popularizó al bouzouki en el ámbito de la música irlandesa, luego de que Andy Irvine le regalara uno. Irvine, a su vez, conoció a este instrumento de origen griego por Johnny Moynihan, cuando formaba parte el grupo Sweeney's Men. Lunny modificó la parte trasera del instrumento para hacerla plana en lugar de redondeada, como es en la versión griega.
También inventó un kit de batería acústica, especialmente diseñado para satisfacer la necesidad del bajo y la percusión en la música irlandesa. En la serie Lorg Lunny de RTÉ (2010-2011) presentó el proceso de desarrollo y construcción del instrumento.

## Discografía
| Como solista - Dónal Lunny (1987), Gael-Linn, CEFCD133 - Coolfin (1998) - Journey: The Best of Dónal Lunny (2001) Con Christy Moore - Prosperous (1972) - Christy Moore (1976) - Whatever Tickles Your Fancy (1976) - Live in Dublin (1978) - AntiNuclear (1979), en "People Will Die" y "Trip to Cransore" - H-Block (1980) - Christy Moore and Friends (1981) - The Time Has Come (1983) - Ride On (1984) - The Spirit of Freedom (1985) - Ordinary Man (1985) - Unfinished Revolution (1987) - Voyage (1989) Con Planxty - Planxty (1973) - The Well Below the Valley (1973) - Cold Blow and the Rainy Night (1974) - After The Break (1979, 1992) - The Woman I Loved So Well (1980, 1992) - "Timedance" (1981), 12" sencillo - Words & Music (1983) - Arís! (1984) - Live 2004 CD/DVD (2004) - Between the Jigs and the Reels: A Retrospective CD/DVD (2016) Con Andy Irvine y Paul Brady - Andy Irvine/Paul Brady (1976) - Welcome Here Kind Stranger (1978) - Andy Irvine/70th Birthday Concert at Vicar St 2012 (2014) Con Mozaik - Live from the Powerhouse (2004) - Changing Trains (2007) - The Long And The Short Of It (2019) Con Usher's Island - Usher's Island (2017) | con the Bothy Band - 1975 (1975) - Old Hag You Have Killed Me (1976) - Out of the Wind, Into the Sun (1977, 1985) - Afterhours (Live in Paris) (1978, 1984) - Live in Concert (1994) Con Moving Hearts - Moving Hearts (1982) - Dark End of the Street (1982) - Live Hearts (1984) - The Storm (1985) - Live in Dublin (2008) Con otros artistas - Celtic Folkweave de Mick Hanly y Mícheál Ó Domhnaill (1974) - Patrick Street de Patrick Street (1986) (Green Linnet, GLCD1071) - Altan de Frankie Kennedy y Mairéad Ní Mhaonaigh (1987), Green Linnet, GLCD 1078 - The Rough Guide to Irish Music (1996) - Idir an Dá Sholas de Maighread y Tríona Ní Dhomhnaill (1999) - Marginal Moon de Soul Flower Union (1999) (Japanese release) - Hey-Ho Believe de Jimmy MacCarthy Como invitado - Midnight Well de Midnight Well (1976), Mulligan - "Night of the Swallow" de Kate Bush (1981) - No Frontiers de Mary Black (1989), Dara - Golden Heart de Mark Knopfler (1996) - Sean-Nós Nua de Sinéad O'Connor (2002), Hummingbird Records - Tráthnona Beag Areir de Albert Fry (2008), Gael Linn - Imeall de Mairéad Ní Mhaonaigh (2008), Moon - Ceol Cheann Dubhrann varios artistas (2009) |

## Filmografía
- Planxty Live 2004 (2004), DVD
- The Transatlantic Sessions Series 3 (2007), DVD
- Moving Hearts Live in Dublin (2008), DVD
- Andy Irvine 70th Birthday Concert at Vicar St 2012 (2014), DVD
- Mozaik de gira 2014 (2014),[19] vídeo de YouTube